# Mariana Seoane
Mariana Alejandra Seoane García (Ciudad de México, 10 de junio de 1976) es una actriz y cantante mexicana.

## Carrera

### Como actriz
En 1995 debutó como actriz en la telenovela de Televisa Retrato de familia junto con Alfredo Adame, Helena Rojo y Julio Bracho.
En 1996 actuó en Canción de amor.
En 1997, interpretó a "Sandra" en Los hijos de nadie donde ella actuó con el puertorriqueño, Osvaldo Ríos. Posteriormente participó en la telenovela Mi pequeña traviesa junto con Michelle Vieth, Héctor Soberón, Anahí y Enrique Rocha.
En 1999 fue la protagonista en Amor gitano. 
En 2003 vuelve de protagonista en Rebeca producida en Miami y que es coproducida por Venevisión (Venezuela) y Fonovideo (Estados Unidos). 
En 2005 participó como conductora del concierto homenaje Selena ¡vive!, y también cantó a dueto con Pablo Montero la canción "Buenos amigos".
En 2007 el productor Juan Osorio la elige como la antagonista de la telenovela Tormenta en el paraíso.
En octubre de 2007 posó desnuda para H Extremo, la versión sin censura de Revista H.
En 2009 regresó a las telenovelas en Mar de amor al lado de Zuria Vega y Mario Cimarro. Ese mismo año hizo una participación especial en la telenovela Mañana es para siempre.
En 2011 protagonizó la puesta en escena Divorciémonos, mi amor al lado de Sebastián Rulli.
En 2012 antagoniza la telenovela Por ella soy Eva donde comparte créditos con Jaime Camil y Lucero, por la cual ganó la nominación a mejor actriz antagónica en los Premios TVyNovelas 2013. 
En 2013 tuvo una participación antagónica en la telenovela La tempestad, protagonizada por William Levy y Ximena Navarrete.
En 2014 vuelve como antagonista en la telenovela Hasta el fin del mundo junto a David Zepeda y Marjorie De Sousa. 
En 2016 debutó en Telemundo con el personaje de Mabel Castaño en El Chema y al año siguiente lo interpretó de nuevo en la quinta temporada de El Señor de los Cielos, compartiendo créditos con Rafael Amaya y Mauricio Ochmann.
En 2018 caracterizó a la secretaria del director de la cárcel en el drama criminal El Recluso. Al año siguiente tuvo un personaje antagonista en la serie de suspenso político Preso No. 1. Ambas producciones de Telemundo Global Studios y que también contaron con la participación de Luis Felipe Tovar y Erik Hayser. 
En 2021 realizó su quinto proyecto en Telemundo al lado de Silvia Navarro y Osvaldo Benavides en la telenovela cómica romántica La Suerte de Loli.
En 2023 regresó a Televisa con uno de los papeles principales en la telenovela Tierra de Esperanza, junto a Andrés Palacios, Carolina Miranda y Luis Roberto Guzmán.

### Como cantante
Mariana lanzó en 2003 su primer disco llamado Seré una niña buena, del que se desprendieron los sencillos "Me equivoqué", "Que no me faltes tú" y "Propiedad Privada". "Me equivoqué" le valió el apodo de La niña buena y ese fue precisamente el título de su segundo disco, presentado en 2005 y cuyo primer sencillo fue "Una de dos".
En 2007 presentó su cuarto álbum con el sencillo "Atrévete a mirarme de frente", canción reeditada de los años 80s perteneciente a la agrupación Los Wawancó. Ha grabado duetos con La Sonora Dinamita, Juan Gabriel, Raymix, Grupo 5, Cynthia, Julio Camejo y el grupo Aarón y su Grupo Ilusión, entre muchos otros. En 2019, fue invitada para grabar el remix del tema Una cerveza, con el grupo argentino de música tropical, Ráfaga. 
Además de sus presentaciones propias, suele hacer espectáculos conjuntos en ferias y palenques tanto con Aaron y su Grupo Ilusión como con la Sonora Dinamita. Asimismo se ha presentado en Estados Unidos y en países sudamericanos como Bolivia, Perú, Argentina y Chile.

## Discografía

### Álbumes de estudio
- 2003: Seré una niña buena
- 2005: La niña buena
- 2006: Con sabor a... Mariana
- 2007: Mariana está de fiesta... Atrévete!!!
- 2007: Que no me faltes tú y muchos éxitos más (Línea de oro)
- 2012: La malquerida

### Sencillos
- Me equivoqué (2003)
- Qué no me faltes tú (2003)
- Propiedad privada (2003)
- Una de dos (2005)
- Al amor de tu vida (2005)
- Mermelada (2006)
- El pueblo (2006)
- Qué rico (2006)
- Atrévete a mirarme de frente (2007)
- Mil horas (2007)
- La malquerida (2012)
- Nadie me lo contó (2012)
- Loca (2012)
- Asesina (2017)[19]
- Ya no cabes en mi vida (2018)[20]
- No queda nada  (2018)
- La chismeadera (2020)[21]
- Siento (2022)[22]
- Vete ya (2022)[23]
- La Reina de la Cumbia (2023)[24]

### Colaboraciones
- Cosas del Amor (con Margarita la Diosa de la Cumbia) (2007)
- Que no quede huella (con José Guadalupe Esparza) (2007)
- Carcacha (con Control) (2013)
- Embrujo (con Aarón y Su Grupo Ilusión) (2015)
- Te vas (con Aarón y Su Grupo Ilusión) (2015)[13]
- De rodillas te pido (con Julio Camejo) (2015)[12]
- Escándalo  (con La Sonora Dinamita) (2016)[8]
- Me equivoqué (Versión Banda) (con Cynthia) (2016)[11]
- Noche de estrellas (con Aarón y Su Grupo Ilusión) (2019)
- Una cerveza  (con Ráfaga) (2019)
- Atrévete a mirarme de frente (con Super lamas) (2019)
- Nuestro Anillito (con Gabriel C) (2019)
- La Múcura (con Emir Pabón) (2020)
- Una de Dos (con La Sonora Dinamita) (2021)
- Llorarás (con Banda Fortuna) (2021)
- La Pareja Ideal (con Gibrann) (2022)
- 3 minutos (con Raymix) (2023)
- Alimaña [En vivo 50 años]  (con Grupo 5)  (2023)
- Déjame Quererte (con Aarón y Su Grupo Ilusión) (2023)
- ¿Quién no sufre x amor? (con Karina Catalán) (2023)[25]
- Somos (con Fernanda Castro) (2023)

## Filmografía

### Televisión
| Año       | Título                       | Personaje                                                         |
| --------- | ---------------------------- | ----------------------------------------------------------------- |
| 1995-1996 | Retrato de familia           | Araceli                                                           |
| 1996      | Canción de amor              | Roxana                                                            |
| 1997      | Los hijos de nadie           | Sandra                                                            |
| 1997-1998 | Mi pequeña traviesa          | Bárbara Fernández                                                 |
| 1999      | Amor gitano                  | Marquesa Adriana de Astolfi, Condesa de Farnesio                  |
| 1999      | Cuento de Navidad            | Sofía                                                             |
| 1999-2000 | Tres mujeres                 | Marcela Durán                                                     |
| 2001-2005 | Mujer, casos de la vida real | Olga                                                              |
| 2001      | Atrévete a olvidarme         | Ernestina Soto                                                    |
| 2002      | La hora pico                 | Ella misma / Varios personajes                                    |
| 2003      | Rebeca                       | Rebeca Linares                                                    |
| 2006-2007 | La fea más bella             | Karla Santibáñez                                                  |
| 2007-2008 | Tormenta en el paraíso       | Maura Durán                                                       |
| 2008-2009 | Mañana es para siempre       | Chelsy Briceño                                                    |
| 2009-2010 | Mar de amor                  | Oriana Parra-Ibáñez                                               |
| 2011      | Los héroes del norte         | Lorena                                                            |
| 2012      | Por ella soy Eva             | Rebeca Oropeza                                                    |
| 2013      | Cásate conmigo, mi amor      | Cristina Muñoz                                                    |
| 2013      | La tempestad                 | Úrsula Mata                                                       |
| 2014-2015 | Hasta el fin del mundo       | Silvana Blanco Cabrera / Silvana Ripoll Cabrera                   |
| 2016-2017 | El Chema                     | María Isabel "Mabel" Castaño Vda. de Roberts                      |
| 2017      | El Señor de los Cielos       | María Isabel "Mabel" Castaño Vda. de Roberts / Ninón de la Vielle |
| 2018      | El recluso                   | Roxana Castañeda                                                  |
| 2019      | Preso No. 1                  | Pía Bolaños                                                       |
| 2021      | La suerte de Loli            | Melissa Quintero de Torres                                        |
| 2023      | Tierra de esperanza          | Bernarda Rangel                                                   |

### Programas
- ¿Qué dicen los famosos? (2022) - Invitada[26]
- Así se baila (2021) - Jurado[27]
- ¿Quién es la máscara? (2020) - Ratón[28]
- Diseñador de ambos sexos Capítulo 4: Escrito en las estrellas (2001) .... Sofía Márquez

### Películas
- Canon Fidelidad al Límite (2014) -  Mariana
- El candidato honesto (2024) - Bella

## Vida personal
En 2022 se difundió la noticia que había sido intervenida quirúrgicamente de emergencia. La razón fue que le extirparon un tumor en la tiroides que ponía en riesgo su vida.

## Premios y nominaciones

### Premios Furia Musical
| Año  | Categoría                 | Resultado |
| ---- | ------------------------- | --------- |
| 2004 | Revelación popular        | Ganadora  |
| 2005 | Cantante femenina del año | Ganadora  |

### Premio Lo Nuestro
| Año  | Categoría          | Resultado |
| ---- | ------------------ | --------- |
| 2004 | Revelación Popular | Ganadora  |

### Premios Oye!
| Año  | Categoría          | Resultado |
| ---- | ------------------ | --------- |
| 2004 | Revelación popular | Nominada  |

### Premios Grammy Latino
| Año  | Categoría           | Álbum               | Resultado |
| ---- | ------------------- | ------------------- | --------- |
| 2004 | Mejor Álbum Grupero | Seré una niña buena | Nominada  |

### Premios People en Español
| Año  | Categoría     | Álbum            | Resultado |
| ---- | ------------- | ---------------- | --------- |
| 2012 | Mejor Villana | Por ella soy Eva | Nominada  |

### Premios TVyNovelas
| Año  | Categoría                 | Telenovela          | Resultado |
| ---- | ------------------------- | ------------------- | --------- |
| 2013 | Mejor villana             | Por ella soy Eva    | Nominada  |
| 2004 | Lanzamiento del año       | Lanzamiento del año | Ganadora  |
| 2000 | Mejor revelación femenina | Amor gitano         | Nominada  |